# 小神野真弘
小神野 真弘（おがみの まさひろ、1985年- ）は、日本のジャーナリスト、ウェブディレクター、フォトグラファー。

## 経歴
茨城県に生まれる。日本大学芸術学部卒業。在学中からフリーライターとして活動し、貧困問題、マイノリティの人権、海外事情、戦争史、人類史、アートなど多方面の分野で執筆、編集を手がける。
海外の危険地帯やスラムなどを旅し、撮影を行うフォトグラファーとしての実績もある。
ウェブメディアの戦略立案や編集業務を請け負うディレクターとしても活動している。

## 人物
- 社会問題を潜入取材によって描き出す手法を得意とし、自殺サークルの集会、マルチ商法のセミナー、カルト教団の会合、ドヤ街、デモなどを中心に数々の潜入取材を行い、さまざまな媒体に発表している。
- 明治時代から太平洋戦争の敗戦までの日本史に造詣が深く、当時の世相や言論についての著書を出版。海外の文化や危険地帯についての取材経験も多く、その関係から嵐よういち、丸山ゴンザレス、草下シンヤ、和田虫象などの旅行作家と親交が深い。

## エピソード
- 自他ともに認める虚弱体質で、旅行作家の嵐よういちに海外の危険地帯の取材に誘われたのをきっかけに、強盗に襲われた際に逃げられるようジョギングを始めたところ、開始初日に膝を負傷した[1]。
- 遭難癖がある。ボリビアのウユニ塩湖やメキシコのカンクンのビーチなど、通常では遭難しようのない場所で遭難したエピソードがネットラジオ「海外ブラックロードpodcast」で明かされている[2]。
- 多岐に渡る分野に手を出しすぎたため、多方から「何ライターだかわからない」などと指摘される。TOKYO MXのバラエティー番組からは、ディレクターの勘違いから「トレジャーハンター」として出演して欲しいと依頼され、極度の緊張と混乱を抱いたまま撮影に挑んだ[3]。
- 2015年、英語を30単語程度しか知らない状態から「海外留学ができるか試してみたい」と思いたち、1年半後にTOEFL104点を獲得。2017年にニューヨークの芸術系大学院に合格した[2]。

## 著作

### 単著
- スラム 世界のスラム街探訪 - 彩図社（2013年）
- 歴史の授業で教えない 大日本帝国の謎  - 彩図社（2014年）
- アジアの人々が見た太平洋戦争 - 彩図社（2015年）
- 世界最凶都市 ヨハネスブルグ・リポート - 彩図社（2020年）

### 編集
- 週刊 一度は行きたい 世界の博物館 - 朝日新聞出版（2011年）
- 週刊 地球46億年の旅 - 朝日新聞出版（2014年）

## 出演

### テレビ番組
- 野望応援バラエティ ノブナガ(中部日本放送、2013年7月3日)[4]
- オトナの夜のワイドショー バラいろダンディ(TOKYO MX、2014年4月22日)[3]

### トークライブ
- 「海外『裏』旅行ナイト〜世界の危険な遊び方」(ロフトプラスワン、2010年5月6日)[5]
- にがウーロンNIGHT vo.1〜フレンドリーマッチ第1戦【真剣３０代！アーティストトーク！】(ロフトプラスワン、2014年11月7日)[6]